# Otta (Norvegia)
Otta è un centro abitato della Norvegia situato nella municipalità di Sel nella contea di Innlandet. È il centro amministrativo del comune, dal 2000 ha lo status di città.

## Geografia
Il nucleo abitato è situato circa 110 km a nord di Lillehammer in corrispondenza della confluenza dei fiumi Otta e Gudbrandsdalslågen.